# Карл Сигизмунд Кунт
Карл Сигизмунд Кунт (Лајпциг, 18. јун 1788 — Берлин, 22. март 1850) био је немачки ботаничар, биолог и истраживач. Познат је као један од првих који је био проучавао и категоризовао биљке из Америке, што је објавио у књизи  (7 св, Париз, 1815—1825).

## Биографија
Родио се у Лајпцигу. Посао је нашао у Берлину 1806. године, где је радио као трговачки помоћник. Заинтересовао се за ботанику након што је срео Александра фон Хумболта, који му је омогућио да похађа предавања на берлинском универзитету. Касније, од 1813. до 1819. године, радио је као Хумболтов асистент у Паризу, где је студирао у Националном природословном музеју и класификовао биљке које су Хумболт и Еме Бонплан прикупили за време њиховог путовања по Америци.
Кад се 1820. године вратио у Берлин, постао је професор ботанике на берлинском универзитету и потпредседник берлинског ботаничког врта. Године 1829. постао је академик Берлинске академије наука. Исте године отпловио је пут Јужне Америке. Током три године путовања, посетио је Чиле, Перу, Бразил, Венецуелу, Средњу Америку и Карибе. Након што је умро 1850. године, пруска влада је откупила његову ботаничку збирку, која је после постала део краљевског хербаријума у Берлину.
Кад се цитира допринос Карла Сигизмунда Кунта ботаничком имену, користи се скраћеница Kunth.
- Напомена: Kunth =  = H. B. K. (Humboldt, Bonpland & )

## Дела
- Nova genera et species plantarum quas in peregrinatione ad plagam aequinoctialem orbis novi collegerunt Bonpland et Humboldt (7 св, Париз, 1815—1825)Botanicus
- Les mimosees et autres plantes legumineuses du nouveau continent (1819)
- Synopsis plantarum quas in itinere ad plagain aequinoctialem orbis novi collegerunt Humboldt et Bonpland (1822—3)
- Les graminees de l'Amerique du Sud (2 св, 1825—1833)
- Handbuch der Botanik (Берлин, 1831)
- Enumeratio Plantarum Omnium Hucusque Cognitarum, Secundum Familias Naturales Disposita, Adjects Characteribus, Differentiis et Synonymis. Stutgardiae et Tubingae: Sumtibus J. G. Cottae. 1843.
- Lehrbuch der Botanik (1847)
- Les melastomees et autres plantes legumineuses de l'Amerique du Sud (1847—1852)